# Федынский, Всеволод Владимирович
Все́волод Влади́мирович Феды́нский (1908—1978) — советский астроном и геофизик. Директор (НИИПГ) ГСГТ (1944), профессор МГУ (1950, 1977), ответственный редактор бюллетеня ВАГО, главный редактор журнала «Астрономический вестник» (1967), член-корреспондент Академии наук СССР (1968).

## Биография
Родился 18 апреля (1 мая) 1908 года в селе Великая Багачка (ныне Полтавская область, Украина).
В 1930 году окончил физико-математический факультет МГУ по специальности «астрономия и гравиметрия». В 1930—1944 годах работал в геофизических разведочных организациях нефтяной промышленности, в 1944—1952 годах — во Всесоюзном НИИ геофизических методов разведки. В 1952—1957 годах — руководитель геофизических работ в нефтяной промышленности, с 1957 — в Министерстве геологии СССР. С 1947 года преподавал в МГУ имени М. В. Ломоносова (с 1950 — профессор, с 1967 года заведовал кафедрой геофизики). Член ВКП(б) с 1942 года.
Основные труды в области разведочной геофизики, гравиметрии, физики Земли и метеорной астрономии. Способствовал широкому развитию комплексных геофизических исследований, организовал проведение детальных геофизических съёмок с целью поисков месторождений полезных ископаемых, участвовал в постановке и научном обосновании проблемы бурения сверхглубоких скважин. Был инициатором проведения в МГУ морских геофизических исследований. Занимался гравиметрическим приборостроением. В 1944 изобрёл гравиметр-высотомер.
В сфере метеорной астрономии способствовал организации систематических фотографических, спектральных и радиолокационных наблюдений метеоров в СССР. В 1934 году под его руководством был получен первый в СССР спектр метеора. Получил данные о торможении метеоров в атмосфере и о температурном градиенте в атмосфере на высотах 50—80 км. Принял участие в обработке и интерпретации материала, полученного советской экваториальной экспедицией для наблюдения метеоров, организованной по его инициативе. При этом были определены орбиты ненаблюдаемых в СССР метеорных потоков, изучена численность метеоров, её годовые и широтные вариации. В 1947 в пионерской работе о разрушительном действии метеоритных ударов совместно с К. П. Станюковичем предсказал существование метеоритных кратеров на Марсе, Меркурии, астероидах и спутниках планет (впоследствии к аналогичным выводам пришли Э. Ю. Эпик и Ф. Л. Уиппл). Вместе со своими учениками развил ряд идей об эволюции метеоритных кратеров как планетных структур. При активной поддержке Федынского проводились первые систематические наблюдения серебристых облаков. Проводил большую работу во Всесоюзном астрономо-геодезическом обществе: в 1960—1967 годах был редактором «Бюллетеня ВАГО», с 1967 — редактором «Астрономического вестника».

Могила на Кунцевском кладбище

Умер 17 июня 1978 года. Похоронен в Москве на Кунцевском кладбище.

## Членство в организациях
- Председатель Комиссии по кометам и метеорам при Астрономическом совете АН СССР (1958—1973);
- Президент Комиссии № 22 «Метеоры и межпланетная пыль» Международного астрономического союза (1958—1964);
- Член-корреспондент АН СССР с 1968 года по Отделению наук о Земле (геофизика);
- Заместитель председателя Комитета по метеоритам АН СССР с 1976 года.

## Награды
Награды:
- 1945 — медаль «За доблестный труд в Великой Отечественной войне 1941—1945 гг.»;
- 1948 — орден Трудового Красного Знамени;
- 1951 — Сталинская премия третьей степени — за разработку и внедрение пружинных гравиметров для геофизической разведки;
- 1966 — орден Трудового Красного Знамени;
- 1971 — орден «Знак Почёта»;
- 1975 — юбилейная медаль «Тридцать лет Победы в Великой Отечественной войне 1941—1945 гг.»;
- 1975 — орден Трудового Красного Знамени;
- 1976 — орден Трудового Красного Знамени.

## Память
- 1 июня 1980 года в его честь астероиду, открытому 10 октября 1926 года С. И. Белявским в Симеизе, присвоено наименование 1984 Fedynskij[3][4];
- в честь него названо научное судно «Профессор Федынский»;
- в Москве проводятся геофизические чтения имени В. В. Федынского.

## Публикации
- «Разведочная геофизика» (2-е изд. 1967).
- «Радиометеорные исследования циркуляции верхней атмосферы» (1974) (соавтор).
- Станюкович К. П., Федынский В. В. О разрушительном действии метеоритных ударов. — ДАН СССР, Новая серия, 1947, т. 57, № 2.
- Красный Л. И., Гайнанов А. Г., Федынский В. В. и др. Гравитационные аномалии и глубинное строение земной коры Тихоокеанских вулканических поясов // Глубинное строение, магматизм и металлогения Тихоокеанских вулканических поясов: Всесоюзный симпозиум: Владивосток. 15-19 сент. 1976 г. Владивосток: Дальневост. кн. изд-во, 1976. С. 37-38.